# Jason Freese
Jason Jeremy Freese (Orange County, California; 12 de enero de 1975) es un músico multinstrumental, conocido como músico soporte de la banda californiana Green Day, en la que se encargó de grabar el saxofón en los álbumes de estudio Warning y American Idiot, y desde el año 2004 también se encarga de tocar en las presentaciones en vivo de Green Day, encargándose del piano, teclados, saxofón, acordeón, percusión y voces.
Jason es el hermano de Josh Freese, baterista de The Vandals, conocida banda de punk rock californiana.
Además de Green Day también ha tocado y grabado para bandas y artistas como Dr. Dre, Busta Rhymes, Jewel, NOFX, Lenny Kravitz, Goo Goo Dolls, Joe Walsh, Avenged Sevenfold, The Vandals y Liz Phair, además de grabar en el quinto disco de Weezer, Make Believe (2005), y en el tercero de Queens of the Stone Age, Lullabies to Paralyze (2005).

## Discografía
- Green Day American Idiot
- Green Day 	-Jesus of Suburbia 	-Guitar (Acoustic)-piano-vocals
- Green Day 	-Bullet in a Bible 	-Horn-keyboards-vocals
- Green Day 	-Wake Me Up When September Ends (UK CD #2) 	-Piano-Vocals-Sax-Guitar (Acoustic)
- Green Day 	-American Idiot (Bonus VCD) 	-Saxophone
- Green Day 	-Wake Me Up When September Ends (UK CD #2) 	-Saxophone
- Weezer 	-Make Believe- 	Saxophone
- Spoon 	-Ga Ga Ga Ga Ga -	Saxophone
- Busta Rhymes 	-Big Bang -	Saxophone
- Lenny Kravitz- Black Velveteen Remix- Hammond Organ
- The Goo Goo Dolls 	-Let Love In -	Hammond B3
- Grammy Nominees 2005- 	Saxophone
- Afrika Bambaataa 	-Dark Matter Moving at the Speed of Light (Bonus Tracks) 	-Saxophone
- The Goo Goo Dolls 	-Live in Buffalo: July 4, 2004 -	Keyboards. saxophone percussion
- The Goo Goo Dolls 	-Live in Buffalo: July 4, 2004 (DVD) -
- A Perfect Circle 	-AMotion -	Sax (Baritone)
- A Perfect Circle 	-AMotion 	-Sax (Tenor)
- A Perfect Circle 	-Emotive 	-Sax (Baritone)
- A Perfect Circle 	-Emotive- 	Sax (Tenor)
- Rock Star Supernova 	-Rock Star Supernova -saxophone
- Viva Death 	-One Percent Panic 	-Sax (Baritone)
- The Goo Goo Dolls 	-Let Love In (Bonus Track) 	-Keyboards
- The Goo Goo Dolls 	-Let Love In (CD/DVD) 	-Keyboards
- Faulter 	-Darling Buds of May -	Organ
- Zebrahead 	-Broadcast to the World -	Keyboards
- Aphrodite 	-Overdrive 	-Saxophone
- Forty Marshas 	-Keyboards and Saxophone
- Drum Nation, Vol. 2 -	Saxophone
- Fredalba 	-Uptown Music for Downtown Kids 	-Keyboards
- Afrika Bambaataa 	-Dark Matter Moving at the Speed of Light 	-Saxophone
- Tommy Stinson -	Village Gorilla Head 	-Saxophone
- Ellis Hall 	-Straight Ahead 	-Sax (Tenor)
- Kimberley Locke 	-One Love 	-sax
- Music Is Hope 	-Keyboards
- Rennie Pilgrem 	-Y4K 	-Saxophone
- Last Conservative 	-On to the Next One 	-Keyboards
- One Small Step for Landmines 	-Organ (Hammond)
- The Whigs
- The Juliet Dagger 	-Turn Up the Death 	-Keyboards
- Engelbert Humperdinck -	Definition of Love - Keyboards-sax-vocals
- Stripsearch 	-Stripsearch -	Saxophone
- Jeff Scott Soto 	-Prism -	Saxophone
- NOFX 	-War on Errorism 	-Saxophone
- Los Calzones 	-Plástico (Japan Bonus Tracks) -	Keyboards
- Concert for New York City 	-goo goo dolls-Keyboards
- Los Calzones 	-Plástico 	-Keyboards
- Dweezil Zappa 	-Automatic 	-Wurlitzer
- Josh Freese 	-Notorious One Man Orgy 	-Piano
- Josh Freese -	Notorious One Man Orgy- 	Saxophone
- Joe Sherbanee 	-Road Ahead 	-Sax (Tenor)
- The Vandals -	Hitler Bad, Vandals Good 	-Saxophone
- The Vandals 	-Christmas with the Vandals: Oi to the World! 	-Saxophone
- Avenged Sevenfold -The Stage -Teclado